# Robbie Stewart
Robbie Stewart (Perth, 27 novembre 1991) è un pilota motociclistico britannico.

## Carriera
Dopo aver partecipato con buoni risultati al campionato britannico delle derivate di serie di piccola cilindrata gli è stata offerta la possibilità di debuttare nel motomondiale in occasione del Gran Premio motociclistico di Gran Bretagna 2007. Ha gareggiato nella classe 125 in sella ad una Honda piazzandosi al 28º posto, senza ottenere punti validi per la classifica mondiale.
Al termine del 2007 è comunque risultato vincitore della The Dorna Academy Cup.
Nel 2010 gareggia nel campionato britannico della classe Superstock.

## Risultati nel motomondiale
| 2007 | Classe | Moto  |  |  |  |  |  |  |  |    |  |  |    |  |  |  |  |  |  |  | Punti | Pos. |
| ---- | ------ | ----- |  |  |  |  |  |  |  | -- |  |  | -- |  |  |  |  |  |  |  | ----- | ---- |
| 2007 | 125    | Honda |  |  |  |  |  |  |  | 28 |  |  | NE |  |  |  |  |  |  |  | 0     |      |

| Legenda | 1º posto        | 2º posto            | 3º posto            | A punti      | Senza punti        | Grassetto – Pole position Corsivo – Giro più veloce |
| Legenda | Gara non valida | Non qual./Non part. | Ritirato/Non class. | Squalificato | '-' Dato non disp. | Grassetto – Pole position Corsivo – Giro più veloce |